# Nicolás González Paredes
Juan Carlos Nicolás González Paredes (Antofagasta; 6 de diciembre de 1900 - ibid.; 26 de diciembre de 1959) fue un pintor chileno cuya formación y trayectoria en Santiago, Valparaíso y su ciudad natal lo llevó al desarrollo de una técnica fauvista en marinas, retratos y desnudos.

## Biografía
González hizo sus estudios primarios y secundarios en el Liceo de Antofagasta y siguió cursos en la Escuela Nocturna de la Sociedad de Artesanos y Socorros Mutuos.
Formó parte de un grupo de artistas antofagastinos, discípulos del pintor César Soto Moraga, que luego desarrollaron exitosas carreras, entre los que figuran Cayetano Gutiérrez Valencia (alias Zayde) y Rafael Alberto López Patiño.
Luego se trasladó a Santiago de Chile para estudiar en la Escuela de Bellas Artes de la Universidad de Chile. Durante ese periodo fue alumno de Juan Francisco González y Julio Fossa Calderón. Entre sus compañeros y amigos estaban los hermanos artistas Albino y Manuel Quevedo. Regresó a Antofagasta en 1925.
Mantuvo asimismo una empresa constructora y fue premiado con el Ancla del Oro de la Municipalidad de Antofagasta en 1955.
Estuvo casado con Andrea Araya Rojas, con quien tuvo cuatro hijos: Margarita, Eliana, Carlos y Reinaldo.

## Trayectoria
En 1925, Nicolás González —que el año anterior había expuesto sus pinturas en Antofagasta, junto con César Soto Moraga, en el foyer del Cine Colón, al lado del pasaje Castillo—, Rafael Alberto López y Cayetano Gutiérrez regresaron a Antofagasta de sus estudios en Santiago.
Dos años más tarde, en octubre de 1927, el Negro González —como lo llamaban sus amigos, entre ellos Andrés Sabella— expuso con los hermanos Quevedo en la Sala Dittrich & Silberfeld de Santiago. Sobre esa muestra, Nathanael Yañez Silva se refirió a un arte de manchas, un concepto que siguió utilizando la crítica con respecto al estilo de González.
Debido a la crisis del salitre, emigró de Antofagasta en 1928, lo que no impidió que en enero de 1931 volviera a exponer en su ciudad natal con Soto Moraga, en la sala de la Casa Fotográfica Hans Frey. Durante su residencia en la zona central de Chile debió haber establecido amistad con el pintor y grabador Laureano Guevara, ya que en la colección de obras de González existía un cartón dedicado al "estimado compañero", además de un grabado.
El pintor regresó definitivamente a Antofagasta en 1936 y se incorporó al estudio Chile del dibujante Ricardo Giménez Moya, hasta que abrió uno propio. Desde ese taller se gestó la idea de crear una institución que agrupara a los artistas locales, lo que en 1942 desembocó en la fundación de la Sociedad de Bellas Artes de Antofagasta; luego, enseñó en su Academia de Pintura hasta 1949.
Participó de una serie de exposiciones colectivas, destacando la muestra de pintores antofagastinos en la Ciudad de Salta, Argentina, en 1948, comisariada por la pintora Chela Lira, y del Auditorio de la Municipalidad de Antofagasta, realizada al año siguiente.
La Sociedad de Bellas Artes inauguró en 1950 su sede en calle Latorre N.º 2842 (más tarde demolida) con un diseño del arquitecto y escultor Jorge Tarbuskovic Dulcic, construido por González Paredes.
La exposición celebrada en el Club de la Unión de Iquique en 1958 tuvo una gran cobertura en la prensa y contribuyó a formar una Sociedad de Bellas Artes. Ese mismo año se había incorporado como docente a la Academia Libre dirigida por O'Higgins Guzmán en la recién creada Universidad del Norte.
Culminó su vida con una última exposición monográfica en la sala de la Sociedad de Bellas Artes en 1959, poco antes de su muerte.